# Ново-Крутилово
Ново-Крутилово — бывшая деревня в Рославльском районе Смоленской области России. 
Располагалась в южной части области в 24 км к северо-востоку от Рославля, в 4 км севернее автодороги Р137 Сафоново — Рославль, на берегу реки Остёр. В 20 км юго-западнее деревни находилась железнодорожная станция Крапивенская на линии Смоленск — Рославль. 

## История
В годы Великой Отечественной войны деревня была оккупирована гитлеровскими войсками в августе 1941 года, освобождена в сентябре 1943 года.
С 28 декабря 2004 года входила в состав Костырёвского сельского поселения.
Деревня Ново-Крутилово упразднена законом Смоленской области 26 ноября 2009 года.